# كرنفال إليكتريك دايزي
كرنفال إليكتريك دايزي (بالإنجليزية: Electric Daisy Carnival)‏، ويُعرف فقك باسم EDC . هو مهرجان سنوي خاص بموسيقى الرقص الإلكترونية، ويتم تنظيمه في مدينة لاس فيغاس بولاية نيفادا.
يضم الحدث بشكل أساسي منتجين للرقص الإلكتروني ودي جي مثل أرمين فان بيورن، وكالفين هاريس، وهاردويل، وأليسو، وكاسكاد، ومارتن غاركس، وزيد، وأفروجاك، وسيفن ليونز، وديميتري فيغاس ولايك مايك، يلو كلاو، وتييستو. يشتمل المهرجان على جميع أنواع الموسيقى الإلكترونية.